# Godewaersvelde
Godewaersvelde è un comune francese di 2 071 abitanti situato nel dipartimento del Nord nella regione dell'Alta Francia.

## Società

### Evoluzione demografica
Abitanti censiti